# Susann Bjørnsen
Susann Jakobsen Bjørnsen (Setermoen, 28 de mayo de 1993) es una deportista noruega que compitió en natación. Ganó una medalla de bronce en el Campeonato Europeo de Natación en Piscina Corta de 2017, en la prueba de 100 m estilos.

## Palmarés internacional
| Campeonato Europeo en Piscina Corta | Campeonato Europeo en Piscina Corta | Campeonato Europeo en Piscina Corta | Campeonato Europeo en Piscina Corta |
| Año                                 | Lugar                               | Medalla                             | Prueba                              |
| ----------------------------------- | ----------------------------------- | ----------------------------------- | ----------------------------------- |
| 2017                                | Copenhague (Dinamarca)              | Medalla de bronce                   | 100 m estilos                       |